# DVD-Video

Logo van DVD-Video

DVD-Video is een videoformaat dat wordt gebruikt om digitale video's op een dvd te branden en is het meest gebruikte videoformaat voor consumenten in Azië, Noord-Amerika, Europa en Australië. Om een disc met deze specificatie te kunnen lezen heeft men een dvd-station en een MPEG2-decoder nodig. De datasnelheid ligt tussen 3 en 9,5 Mbit/s, de bitsnelheid is variabel. Het formaat kwam uit op 26 maart 1997. 
DVD-Video is geproduceerd door het Dvd Forum. Deze maakt het formaat niet publiek beschikbaar en iedere abonnee moet een geheimhoudingsovereenkomst tekenen.

## Videodata
Voor het opnemen van video's gebruikt DVD-Video H.262/MPEG-2 Deel 2 compressie met een datasnelheid tot 9,8 Mbit/s of ze gebruikt een MPEG-1 Deel 2-compressie met een datasnelheid tot 1,856 Mbit/s. DVD-Video ondersteunt video's met een kleurendiepte van 8 bits per kleur en gebruikt de YCbCr-kleurenruimte met 4:2:0 chroma subsampling.
De volgende formaten zijn toegestaan voor H.262/MPEG-2 Deel 2 video:
- Bij een weergavesnelheid van 25 beelden per seconde, met interlaced scanning (algemeen gebruikt in de 50Hz-576i-videomodi gebruikt in Europa, Azië, Afrika, Oceanië en delen van Zuid-Amerika)

720×576 pixels (dezelfde resolutie als D-1)
704×576 pixels
352×576 pixels (dezelfde resolutie als China Video Disc standaard)
352×288 pixels
- Bij een weergavesnelheid van 29,97 beelden per seconde met interlaced scanning (algemeen gebruikt in de 60Hz-480i-videomodi gebruikt in Noord-Amerika en delen van Zuid-Amerika):

720×480 pixels (dezelfde resolutie als D-1)
704×480 pixels
352×480 pixels (dezelfde resolutie als China Video Disc standaard)
352×240 pixels
De volgende resoluties horen bij een MPEG-1 video:
- 352×288 pixels bij 25 beelden per seconde, progressief (dezelfde resolutie als VCD-standaard)
- 352×240 pixels at 29,97 beelden per seconde, progressief (dezelfde resolutie als VCD-standaard)

Video met een 4:3 resolutie wordt ondersteund door alle videoformaten. Breedbeeldscherm wordt enkel ondersteund in D-1-resoluties.
Het MPEG-1 Deel 2-formaat ondersteunt geen interlaced video's. Het H.262/MPEG-2 Deel 2-formaat ondersteunt zowel interlaced als progressief gescande inhoud. Inhoud met nog een andere snelheid van een van de boven genoemden kunnen met Telecine worden gecodeerd naar H.262/MPEG-2 Deel 2. Dit wordt vaak gebruikt om de snelheid van 23,976 beelden per seconde naar 29,97 beelden per seconde om te zetten. Telecine kan op de disc worden ingevoegd terwijl de video op de disc wordt gebrand door de data op de disc om te zetten naar 29,79 beelden per seconde.
Soms kan de inhoud op de dvd zelf gecodeerd worden naar ander beeldsnelheden waarbij gebruik wordt gemaakt van markeringen om de verschillende scantypes, veldvolgorde en het herhaald veldpatroon aan te duiden. Deze markeringen kunnen worden toegevoegd in de video met een H.262/MPEG-2 Deel 2 codeerder. Een dvd-speler gebruikt deze markeringen om progressieve inhoud naar interlaced video in realtime te converteren tijdens het afspelen. Hierbij wordt een signaal gevormd dat geschikt is voor interlaced televisies. Deze markeringen reproduceren ook de progressieve inhoud naar de originele, zonder intelaced formaat wanneer ze gebruikt worden met compatibele dvd-spelers en progressieve scan televisies. 

## Audiodata
De audiodata op een dvd-film kan PCM zijn, DTS, MP2 of Dolby Digital (AC-3)-formaat. In landen waar de PAL-standaard gebruikt wordt moet de versie van DVD-Video minstens één audiotrack van het PCM-, MP2-, of AC-3-formaat bevatten, en alle standaard PAL-spelers moeten een van deze drie formaten ondersteunen. Een gelijkaardige standaard bestaat in landen die het NTSC-systeem gebruiken, hoewel het gebruik van of de ondersteuning van het MP2-formaat hier geen vereiste is. DTS audio is optioneel voor alle spelers, want DTS was geen deel van de oorspronkelijke standaard maar werd later toegevoegd; veel oude dvd-spelers ondersteunen DTS-audiotracks dus niet. Enkel PCM en DTS ondersteunen 96 kHz (de bemonsteringsfrequentie). Omdat PCM, gecomprimeerd, veel bandbreedte vereist en DTS niet door alle dvd-spelers wordt ondersteund, is 96 kHz zeldzaam bij dvd's.
De overgrote meerderheid van commerciële DVD-Videoreleases gebruiken anno 2015 AC-3. De officieel toegestane formaten voor audiotracks op DVD-Video zijn: 
- PCM: 48 kHz of 96 kHz bemonsteringsfrequentie, 16 bit of 24 bit Lineaire PCM, 2 tot 6 kanalen, tot 6 144 kbit/s. N.B. 16-bit 48 kHz 8 kanalen PCM is toegelaten bij de DVD-Video specificatie, maar is niet goed ondersteund bij geautoriseerde applicaties of spelers.
- AC-3: 48 kHz bemonsteringsfrequentie, 1 to 5.1 (6) kanalen, tot 448 kbit/s.
- DTS: 48 kHz of 96 kHz bemonsteringsfrequentie; kanaal lay-outs zijn 2.0, 2.1, 5.0, 5.1, 6.1; bitsnelheid voor de kanalen 2.0 en 2.1 is 377,25 en 503,25 kbit/s, bitsnelheid voor de kanalen 5.0, 5.1 en 6.1 is 754,5 en 1509,75 kbit/s.
- MP2: 48 kHz bemonsteringsfrequentie, 1 tot 7.1 kanalen, tot 912 kbit/s.

Dvd's kunnen meer dan één kanaal van audio die samengaat met de video-inhoud bevatten. Hierbij ondersteunen ze een maximum van acht gelijktijdige audiotracks per video. Dit wordt vaak gebruikt voor verschillende audioformaten zoals DTS 5.1 en AC-3 2.0. alsook voor commentaar en audiotracks in verschillende talen.

## Datasnelheid
DVD-Video schijven hebben een ruwe bitsnelheid van 11,08 Mbit/s, met een 1,0 Mbit/s overhead, waarbij hun ladingsvermogen een bitsnelheid van 10,08 Mbit/s heeft. Hiervan kan tot 3,36 Mbit/s gebruikt worden voor ondertitels, de rest wordt verdeeld over audio en video waarbij een maximum van 9,80 Mbit/s enkel en alleen voor video gebruikt kan worden.
Professioneel gecodeerde video's hebben een gemiddelde bitsnelheid van 4–5 Mbit/s, met een maximum van 7–8 Mbit/s. Dit laatste wordt vooral gebruikte in actiescènes.

## Andere kenmerken
Sommige dvd-spelers kunnen schijven lezen waarvan de MPEG-bestanden geen onderdeel uitmaken van de hierboven genoemde standaardformaten. Dit wordt vooral gebruikt om dvd's te kunnen lezen met speciale bestandsformaten zoals VCD and SVCD. Terwijl VCD en CVD-video wordt ondersteund door de dvd-standaard, zijn noch de video van SVCD, noch de audio van VCD, CVD of SVCD verenigbaar met de dvd-standaard. Sommige dvd-spelers kunnen ook dvd-roms of cd-roms afspelen, die "ruwe" MPEG-videobestanden bevatten. Deze zijn ongeautoriseerd en hierbij ontbreken computer bestanden en de structuur die DVD-Video bepaalt. Standaard DVD-Videobestanden bevatten extra informatie (zoals het aantal tracks en hoofdstukken) die de dvd-speler gebruikt om te navigeren op de dvd.
Het maximum aantal hoofdstukken dat per titel is toegestaan is 99 en het maximaal aantal titels per dvd is eveneens 99.

### Bestandssysteem
Bijna alle DVD-Videoschijven gebruiken het UDF bridge formaat, een combinatie van de DVD MicroUDF (een onderdeel van UDF 1.02) en ISO 9660-bestandssystemen. Dit UDF bridge-formaat voorziet compatibiliteit met oudere versies die enkel ISO 9660 ondersteunen. De meeste dvd-spelers lezen enkel het UDF-bestandssysteem van een DVD-Videoschijf en ze negeren het ISO9660-bestandssysteem.

### Mappen en bestandsstructuur
Een dvd-volume voor het DVD-Videoformaat heeft de volgende structuur van mappen en bestanden:

Layout van bestanden voor DVD-Video

- AUDIO_TS-map: Deze is vrij of wordt niet getoond op DVD-Videoschijven. Het bevat enkel bestanden op DVD Audio-discs, alias Video Title Sets map.
- VIDEO_TS-map: Hier staan alle data voor de DVD-Video, wordt ook wel de Video Title Sets map genoemd.
- Video Manager (VMG)-bestanden:
  - VIDEO_TS.IFO-bestand: Dit is het Video Manager informatiebestand, het bevat de besturingsinformatie en de terugspoelinformatie voor de hele dvd.
  - VIDEO_TS.BUP-bestand: Dit is de back-up van het Video_TS.IFO bestand. Het maakt deel uit van de Video Manager.
  - VIDEO_TS.VOB-bestand: Dit is het eerste of Video Object van de DVD-Video-disc. Regelmatig is dit de copyrightinformatie of een menu. Het maakt deel uit van de Video Manager.
- Video Title Set (VTS) bestanden:
  - VTS_01_0.IFO-bestand: Het bevat de besturingsinformatie en de terugspoelinformatie voor de map Video Title Set 01.
  - VTS_01_0.BUP-bestand: Dit is een back-up van het VTS_01_0.IFO bestand. Het maakt deel uit van de map Video Title Set.
  - VTS_01_0.VOB-bestand: De afkorting staat voor Video Title Set 01, Video Object 0. Het bevat het menu voor deze titel.
  - VTS_01_1.VOB-bestand: De afkorting staat voor Video Title Set 01, Video Object 1. Het bevat de video voor deze titel.

IFO bestanden bevatten besturingsinformatie en terugspoelinformatie. Ze bevatten géén video- of audiogegevens of ondertitels.
BUP-bestanden zijn enkel back-ups van de IFO-bestanden.

#### Domeinen
Datastructuren opgenomen op een dvd-schijf zijn onderdelen van een van de volgende vier datagroepen, ook domeinen genoemd: 
- First-play (FP) – Het eerste stuk, dit bevindt zich in het VIDEO_TS.IFO bestand.
- Video Manager (VMG) – Dit omvat VIDEO_TS.IFO, VIDEO_TS.BUP en VIDEO_TS.VOB
- Video Title Set (VTS) – Dit omvat "VTS_zz_x.IFO", "VTS_zz_x.BUP" and "VTS_zz_x.VOB" bestanden (waar "x" een getal van 1 t/m 9 is).
- Video Title Set Menu (VTSM) – Dit gebruikt de "VTS_zz_0.VOB" bestanden.

### Videobestand
Het Videobestand (ook wel container genoemd) dat bij DVD-Video gebruikt wordt is het bestandstype VOB.

### Ondertitels
DVD-Video kan tot 32 ondertitelingtracks bevatten. Ondertitels kunnen ook andere zaken bevatten dan vertaling en ondertiteling voor doven zoals een plaatsnaam of een jaartal dat kort wordt weergegeven. Ondertitels zijn opgeslagen als bitmapafbeeldingen en kunnen daarom teksten in iedere taal bevatten. Ondertitels kunnen slechts vier kleuren bevatten, inclusief de "kleur" transparant en lijken dus ruwer dan permanente ondertitels op film. De ondertitel tracks zitten al vervat in het VOB-bestand van de dvd.

### Hoofdstukken
DVD-Video kan hoofdstukken bevatten die het gemakkelijker maken om te navigeren op de dvd en om door te spoelen. 